# Muhal Richard Abrams

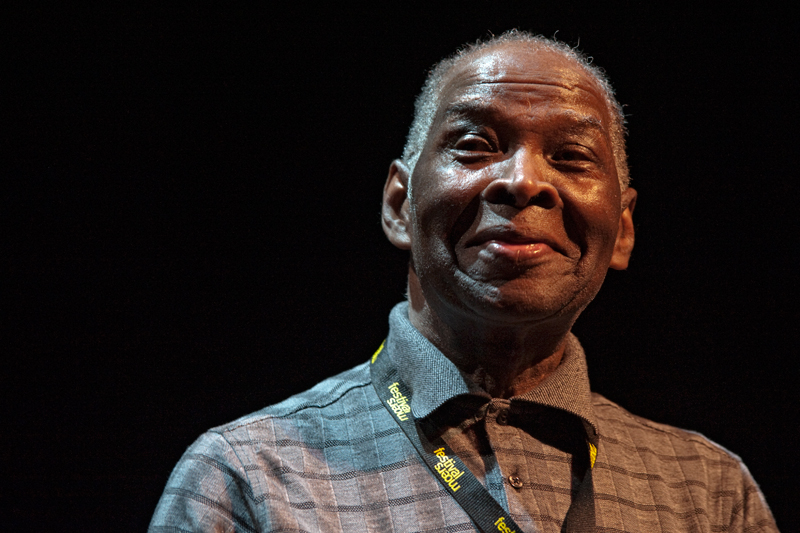
Abrams in 2009

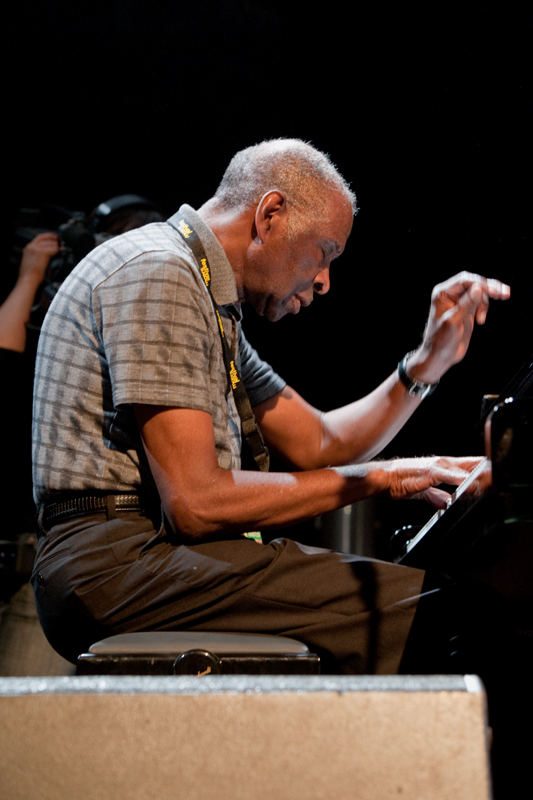
Abrams tijdens een optreden in 2009

Muhal Richard Abrams (Chicago, 19 september 1930 – New York, 29 oktober 2017) was een Amerikaans jazzmusicus (pianist en componist).
Zijn opleiding genoot hij aan het Chicago Musical College. Aan de Governors State University in Chicago volgde hij lessen in elektronische muziek. Verder kreeg hij weinig formele training. Als autodidact leerde hij de piano en enige andere instrumenten (waaronder cello) bespelen. Hij componeerde voornamelijk in zijn eentje diverse werken, waarbij hij leerde van hoe anderen schreven. Hij onderging vooral invloed van pianist Bud Powell en bandleider Duke Ellington.
Abrams werkte in de jaren 50 als arrangeur voor het orkest van King Fleming. In 1961 formeerde hij samen met Eddie Harris de Experimental Band, een van de eerste bigbands die freejazz speelde. Dit was ook de kiemcel voor het in 1965 opgerichte muziekcollectief AACM (Association for the Advancement of Creative Musicians) en de AACM-school. Hij voegde "Muhal" aan zijn naam toe eind jaren 60.

## Composities
Een selectie van composities die op cd zijn uitgebracht:
- Levels and Degrees of Light, Delmark, 1967/1991.
- Young at Heart/Wise in Time, Delmark, 1969/1997.
- Things to Come from Those Now Gone, Delmark, 1972/2001.
- Sightsong, Black Saint, 1976.
- 1-OQA+19, Black Saint, 1978.
- Mama and Daddy, Black Saint, 1980.
- Spihumonesty, Black Saint, 1980.
- Blues Forever, Black Saint, 1982.
- Rejoicing with the Light, Black Saint, 1983.
- View from Within, Black Saint, 1985.
- Colors in Thirty-Third, Black Saint, 1987.
- The Hearinga Suite, Black Saint, 1990.
- Blu Blu Blu, Black Saint, 1991.
- Familytalk, Black Saint, 1993.
- (With Amina Claudine Myers) Duet, Black Saint, 1993.
- One Line, Two Views, New World, 1995.
- Think All, Focus One, Black Saint, 1996.
- Song for All, Black Saint, 1997.
- (With Barry Harris) Interpretations of Monk, Vol. 1, Koch Jazz, 1997.

- Bibsys: 9006551
- Biblioteca Nacional de España: XX1477866
- Bibliothèque nationale de France: cb13890567g (data)
- Gemeinsame Normdatei: 13506435X
- International Standard Name Identifier: 0000 0000 8160 7488
- Library of Congress Control Number: no91022779
- Nationale Bibliotheek van Letland: 000337354
- MusicBrainz: ecf3392e-bd72-46a8-ac59-2bf7b774c7a7
- Nationale Bibliotheek van Tsjechië: ola2002157922
- Nationale Bibliotheek van Israël: 987007419295705171
- Nederlandse Thesaurus van Auteursnamen: 095152385
- Réseau des bibliothèques de Suisse occidentale: 02-A006050670
- Istituto Centrale per il Catalogo Unico: FERV076241
- SNAC: w60g3tfj
- Système universitaire de documentation: 156658674
- Virtual International Authority File: 84970373
- WorldCat: E39PBJmxY3Wy7VpQKcKf74qxXd